# The Driver Era
The Driver Era est un groupe de musique composé de deux frères : Ross Lynch et Rocky Lynch,.

## Histoire

### De R5 à The Driver Era
Le 1er mars 2018, les membres du groupe R5 décident de publier l'annonce de la fin du groupe pour laisser place à The Driver Era, qui sera composé uniquement de Ross Lynch et Rocky Lynch.
Ils publient également l'annonce de leur premier single en tant que duo, nommé Preacher Man, qui sort le 16 mars 2018.
Le 16 mars 2018, The Driver Era dévoile son tout premier single Preacher Man suivi d'un clip vidéo. Le 25 mai 2018, le groupe dévoile un mini EP de deux remix du single Preacher Man. Le 24 août 2018, il dévoile gratuitement sur leur site internet, son nouveau titre Afterglow. Le 26 octobre 2018, le groupe dévoile le tout premier single chanté entièrement par Rocky Lynch, Low. Le 29 mars 2019, il dévoile Feel You Now, le lead single de son premier album nommé X. Le 26 avril 2019, il dévoile Welcome to the End of Your Life.
Le groupe dévoile le 13 juin 2019 le clip vidéo de Low et annonce la sortie de son premier album X qui sort le 28 juin 2019. Il travaille actuellement à son 2e album et à un nouveau clip vidéo,.
Le 18 octobre 2019, le groupe a annoncé sur Instagram & Twitter leur nouveau « double » single qui s’intitule « A Kiss & Forever Always » et qui est sorti le 25 octobre.

## Membres du groupe
Membres actuels
- Ross Lynch (2018- ) : voix principale, guitare rythmique
- Rocky Lynch (2018- ) : guitare, voix

Membres en tournée
- Riker Lynch (2018- ) : guitare basse, chœurs
- Ellington Ratliff (2018- ) : batterie, percussions, chœurs
- Dave Briggs (2022- ) : batterie
- Garrison Jones (2022-) : claviers, chœurs

Anciens membres
- Rydel Lynch (2018-2023) : claviers, chœurs
- Chase Meyer (2020–2021) : percussions, batterie

## Discographie
La discographie de The Driver Era comprend quatre albums studios, un EP, six singles et neuf clips vidéo.

### EP
| Titre                | Détails                                                  | Musiques |
| -------------------- | -------------------------------------------------------- | --- |
| Preacher Man Remixes | Date : 25 mai 2018 Label : TOO Records Durée : 7 minutes | 2 morceaux 1. Preacher Man (Rocky Remix) 2. Preacher Man (Lipless Remix) |
| Some Remixes of X    | Date : 10 janvier 2020 Label : BMG Durée : 19 minutes    | 6 morceaux - Feel You Now (Ellington Remix) - Natural (Moontower Remix) - Nobody Knows Reprise - Low (The Fund Remix) - Preacher Man (Rocky Remix) - Scared of Heights (Pete Nappi Remix) |

### Singles
| Titre                           | Année | Album correspondant |
| ------------------------------- | ----- | ------------------- |
| Preacher Man                    | 2018  | X                   |
| Afterglow                       | 2018  | X                   |
| Low                             | 2018  | X                   |
| Feel you now                    | 2019  | X                   |
| Welcome to the end of your life | 2019  | X                   |
| A kiss                          | 2019  | Girlfriend          |
| Forever Always                  | 2019  | Girlfriend          |
| OMG Plz Don't Come Around       | 2020  | Girlfriend          |
| Flashdrive                      | 2020  | Girlfriend          |
| Take Me Away                    | 2020  | Girlfriend          |
| Places                          | 2020  | Girlfriend          |
| Fade                            | 2020  | Girlfriend          |
| Heaven Angel                    | 2021  | Girlfriend          |
| #1 Fan                          | 2021  | Girlfriend          |
| Leave Me Feeling Confident      | 2021  | Girlfriend          |
| Heart of Mine                   | 2021  | Girlfriend          |
| Keep Moving Forward             | 2022  | Summer Mixtape      |
| Malibu                          | 2022  | Summer Mixtape      |
| Fantasy                         | 2022  | Summer Mixtape      |
| Rumors                          | 2023  | TBA                 |
| Get off my phone                | 2024  | TBA                 |

### Clips
| Titre                             | Année | Nombre de vues sur YouTube (le 12 mai 2024) |
| --------------------------------- | ----- | ------------------------------------------- |
| Preacher Man                      | 2018  | 6 904 699                                   |
| Feel you now                      | 2019  | 2 372 107                                   |
| Welcome to the end of your life   | 2019  | 1 134 807                                   |
| Low                               | 2019  | 2 201 495                                   |
| Forever Always                    | 2019  | 621 330                                     |
| A kiss                            | 2019  | 5 966 793                                   |
| OMG Plz don't come around         | 2020  | 561 273                                     |
| Flashdrive                        | 2020  | 507 317                                     |
| Take me away                      | 2020  | 1 043 529                                   |
| Places                            | 2020  | 404 249                                     |
| Fade                              | 2020  | 813 895                                     |
| Heaven Angels                     | 2021  | 1 444 087                                   |
| #1 Fan                            | 2021  | 472 263                                     |
| Leave me feeling confident (Live) | 2021  | 249 018                                     |
| Heart of Mine                     | 2021  | 341 367                                     |
| Keep Moving Forward (Live)        | 2022  | 39 721                                      |
| Malibu                            | 2022  | 157 323                                     |
| Fantasy                           | 2022  | 881 533                                     |
| Rumors                            | 2023  | 2 268 854                                   |
| Get Off My Phone                  | 2024  | 1 004 419                                   |

## Tournées
- The Driver Era Live! (2019)
- The Girlfriend Tour (2021–2022)
- Live On Tour '22 (2022)
- East Coast Tour (2024)
- X Girlfriend Tour (2024)
  - Ramonville St Agne le 20 septembre
  - Villeurbanne le 22 septembre
  - Paris le 7 octobre